# Нерха (пещера)
Нерха (исп. Cueva de Nerja) — карстовая пещера в Испании. Общая площадь 35 484 м², общий объём 264 379 м³.
Представляет собой пещерную систему в 4 километрах от города Нерха в провинции Малага, Испания. Протяженность составляет около 5 километров. Относится к категории экскурсионных пещер и пещера является одной из основных туристических достопримечательностей Испании. В одном из залов, который образует естественный амфитеатр, ежегодно в июле проводится Международный фестиваль музыки и танца (Festival Cueva de Nerja). Пещеру называют также природным собором Коста-дель-Соль.

## История
Приблизительно 5 миллионов лет назад, во время Верхнего миоцена, вода проникая через трещины в известняках и растворяя их, сформировала огромную подземную пещеру. Сейсмическое движение и оползни во время голоцена вынудили воду найти новые пути и началось формирование гигантских сталактитов, сталагмитов и сталагнатов, которые можно увидеть в пещере. Около 800 тыс. лет назад пещера перенесла землетрясение, приведшее к некоторым внутренним разрушениям.
Костные останки, найденные в пещере, указывают, что она была заселена от приблизительно 25000 лет до н. э. вплоть до Бронзового века. На стенах пещеры были обнаружены наскальные рисунки Палеолита и постпалеолитических эр. Наскальные рисунки с помощью красных и черных пигментов изображают коз, лошадей, оленей, тюленей и птиц. Большая часть изображений были датированы между 25000 и в 3600 годами до н. э.
Начиная от 25000 года до н. э. и в течение приблизительно 4000 лет пещера использовалась небольшими группами людей сезонно и заселялась пещерной гиеной в периоды, когда люди отсутствовали. Начиная с 21000 года до н. э. пещера стала круглогодичным местом жительства людей и население увеличилось численно. Развилась культура на основе охоты, что было иллюстрировано первыми наскальными рисунками, найденными в пещере и относимыми приблизительно к тому времени. Важными элементами питания людей были также кедровые орехи и улитки. Вплоть до приблизительно 10800 года до н. э. продолжала развиваться культура охоты с большим разнообразием добываемых видов, включая коз, кроликов, рыбу и морских млекопитающих. В пещере было найдено большое разнообразие костяной муки, раковин и рыбных костей, относящихся к этому времени, включая остатки целого ряда морских видов, наряду с инструментами из кости и камня. От 4500 года до н. э. появляются одомашненные животные, а область вокруг пещеры используется для сельского хозяйства и производства глиняной посуды. Около 3800 года до н. э. появляется текстиль и начинается производство изделий из керамики, некоторые отделы пещеры начинают использоваться в качестве погребальных камер.

## Обнаружение
Пещера была обнаружена 12 января 1959 года, когда пятеро молодых людей из Маро  и Нерхи Франсиско Навас Монтесинос (Francisco Navas Montesinos), Мигель Муньос Зоррилла (Miguel Muñoz Zorrilla), Мануэль Муньос Зоррилла (Manuel Muñoz Zorrilla), Хосе Луис Барберо де Мигель (José Luis Barbero de Miguel) и Хосе Торрес Карденас (José Torres Cárdenas), решили пойти половить летучих мышей, в место, которое в то время было хорошо известно под именем Шахта, и где в вечернее время можно было видеть большие стаи этих животных.
Друзья вошли через узкий водосточный колодец, известный теперь как Шахта (la Mina). Это оказалось одним из двух естественных входов в пещерную систему.
В пещере они заметили, что слабый поток влажного воздуха выходит наружу. Посветив фонарем, они увидели, что этот воздух выходил из узкой щели между двумя сталактитами, которые преграждали проход.
Друзья на следующий день вернулись с инструментами, которыми разрушили сталактиты и один из пятерых вошел в узкую трубу. Ползком им удалось попасть в большую галерею.
К их удивлению, они были не первыми в этой полости. Они обнаружили скелеты, рядом с которыми лежали керамические чаши. Стало страшно, они вернулись и рассказали об открытии родственникам, друзьям и учителям.
В очередной визит в пещеру местный врач и фотограф сделал несколько снимков, которые сто дней спустя были опубликованы в Малагской газете Sur  (Юг). Так в мире стала известна «пещера Нерха» («Cueva de Nerja»).
Официальное торжественное открытие доступа посетителей в пещеру Нерха состоялось 12 июня 1960 года.
Для легкого доступа туристов в 1960 году был создан третий вход. Пещера разделена на две основные части, известные как Нерха I и Нерха II. Нерха I включает туристические галереи, которые открыты для посещений, имеют относительно легкий доступ через лестничный пролёт и бетонированные проходу, чтобы позволить туристам без труда перемещаться в пещере. Нерха II закрыта дя посещений и включает в себя открытую в 1960 году Верхнюю галерею и обнаруженную в 1969 году Новую галерею.
В 2009 году широко отмечалось 50-летие открытия пещеры Нерхи миру, в котором принимали участие и первооткрыватели.

## Характеристики
Пещера Нерхи (основной вход) находится на высоте 158 метров над уровнем моря. Протяженность ходов составляет 4823 метра. В пещеру ведут три входа, два естественных и один искусственный, оборудованный для удобства экскурсантов. Доступна для посещений с 12 июня 1960 года, то есть ровно через 17 месяцев после открытия . Полость имеет длину по местности около 750 метров вдоль главной оси и практически горизонтальное развитие с перепадом высот около 68 метров. Вертикальный размер составляет 37 метров вверх от главного входа и 31 метр вниз. Общая площадь пещеры составляет 35484 м², а общий объём 264379 м³. Доступная для посещений часть пещеры имеет площадь 9371 м² и объём 106286 м³, что составляет приблизительно 1/3 пещеры.
Температура воздуха в пещере постоянная и составляет 20 °C, относительная влажность воздуха 82 %.
Пещера состоит из трех основных зон:

### Туристические галереи (Нерха I)
- Вестибюль (Sala de Vestibulo)
- зал Рождества (Sala de Belén)
- зал Бивень (Sala de Colmillo)
- зал Водопад или Балет (Sala de la Cascada o del Ballet)
- зал Привидений (Sala de los Fantasmas)
- зал Катастроф (Sala del Cataclismo)
- зал Угол органа (Rincón del Órgano)

### Верхняя галерея
- зал Колонны Геркулеса (Columnas de Hércules)
- Необъятный зал (Sala de la Inmensidad)

### Новая галерея
- зал Копьё (Sala de la Lanza)
- зал Гора (Sala de la Montaña)

Владение и управление пещерой Нерха реализует общественный Фонд пещеры Нерха (La Fundación Pública de Servicios Cueva de Nerja).
На фонд его уставом возложено общее руководство сохранением и рациональным использованием пещеры Нерха и прилегающей территории, в основном для целей туризма. Кроме того, Фонд отвечает за геологическое изучение пещеры и археологические раскопки, а также за культурное и социальное продвижение пещеры Нерхи.

## Галереи пещеры

### Описание галерей
Каждая из галерей имеет несколько залов, то есть обособленных областей пещеры. Галереи сообщаются с помощью 8-метровых лестниц, ведущих из Вестибюля (Sala de Vestibulo), где проводились археологические раскопки и где теперь демонстрируются некоторые из находок. В одну сторону проход ведет зал Шахта (Sala de la Mine), и зал Раковину (Sala de la Torca), где происходят дальнейшие археологические раскопки. Эта часть обычно закрыта для посещений. В обратную сторону от Вестибюля находится зал Рождества (Sala de Belén) шириной около 75 м и 20 м высотой, который заполнен многочисленными кальцитовыми колоннами от пола до потолка. В этом месте в витрине выставлены скелеты, найденные в пещере. Из Вестибюля проход, который называется зал Бивень (Sala de Colmillo) и далее крутой лестничный пролёт ведет вниз к залу Водопад или Балет (Sala de la Cascada o del Ballet).
Вид этого зала представляют собой серию своеобразных сухих бассейнов, образующих сухой водопад, откуда зал и получил свое название. Именно в этом зале начиная с 1960 года проходят концерты ежегодного Международного фестиваля музыки и танца (Festival Cueva de Nerja), и оборудовано около 1000 мест для зрителей. Второе — «артистическое» название (Балет) зал получил в честь фестиваля. Эта большая полость мало чем, кроме нескольких колонн отделена от зала Приведений (Sala de los Fantasmas). Зал Приведений назван в честь необычных натёчных образований. В конце этой полости есть большой камнепад, который отделяет её от зала Катастроф (Sala del Cataclismo).
Со смотровой площадки можно одновременно обозревать два зала: оглядываясь назад — зал Приведений, а глядя вперед — одну из самых впечатляющих пещерных сцен в мире. Это зал Катастроф, протяженностью более 100 м в длину, 50 м в ширину и более 30 м в высоту. В центре зала гигантская колонна, занесенная в книгу рекордов Гиннесса (1994 год), как самый большой в мире сталагнат размером в основании 13 на 7 м и высотой 32 м. Землетрясение 800000 лет назад повалило некоторые сталактиты, которые лежат теперь на полу пещеры. Это место является самой низкой точкой всей пещерной системы Нерха.
Далее, со смотровой площадки вниз, зал Угол органа (Rincón del Órgano), где рифленые колонны откликаются на все звуки. Некоторые из колонн, кажется, были намеренно созданы, чтобы воспроизводить различные запомненные звуки доисторических обитателей пещеры. Массивная центральная колонна зала представляет собой каменный поток объёмом 3000 кубических метров. Эта колонна опирается на большие блоки упавшие фрагментов более старых колонн. Высоко в дальнем углу этого зала есть канал, который позволяет проникнуть в Верхнюю и в Новую галереи.

### Верхняя и Новая галереи (Нерха II)
Верхняя и Новая галереи имеют по два зала каждая. В Верхней галерее находятся высокий зал Колонны Геркулеса (Columnas de Hércules) и Необъятный зал (Sala de la Inmensidad). А Новая галерея состоит из Зала копья (Sala de la Lanza) и Зала горы (Sala de la Montaña). Эти две галереи имеют много наскальных рисунков, но доступ туристов туда ограничен и возможен только для спелеологов.

## Культурное значение
Открытие доступа посетителей в пещеру Нерха было назначено на 12 июня 1960. Мероприятия торжественного официального открытия начались с Международного фестиваля музыки и танца Архивная копия от 10 ноября 2016 на Wayback Machine (Festival Cueva de Nerja), который стал ежегодным и проводится с 24 июня по 16 июля. Первый фестиваль открылся балетом «Le Tour de Paris» в сопровождении симфонического оркестра Малаги. С тех пор, зал Водопад (Sala de la Cascada), в которой состоялся спектакль, получил второе имя — зал Балета (Sala de la Cascada o del Ballet).
В фестивале принимали участие такие мировые знаменитости как Антонио (1963), Мстислав Ростропович (1991), Майя Плисецкая (1991), Иегуди Менухин (1992), Хоакин Кортес (1993), Альфредо Краус (1996), Монсеррат Кабалье (1999), Ainhoa Артета (2000 и 2008), Хосе Каррерас (2001), Кири Те Канава (2002), Пако де Лусия (2004), Бебо Вальдес (2005), Карлос Альварес (2005), Хосе Мерсе (2008), Хосе Каррерас (2009), Джоан Мануэль Серрат (2009), Сара Барас (2009), Хулио Бокка (2010), Естрелла Моренте (2010).
В 2016 году, с 24 июня по 16 июля, состоялся 57-й Фестиваль.
Пещера Нерха 15 июня 1961 года объявлена памятником истории.

## Исследования
Одна из первых научных работ, посвященных пещере, — «Энтомологическое исследования пещеры Нерха (Малага)» (Exploración entomológica de la gruta de Nerja (Málaga)) опубликовано в 1961 году.
Для исследования пещеры и её галерей было проведено несколько экспедиций. В 1969 году был обнаружен узкий проход в зал Катаклизм (Sala del Cataclismo). Этот проход привел к великолепным находкам. Он привел к Верхней и к Новой галереям, чьи геологические формирования и доисторические останки до сих пор не могут быть представлены посетителям.
В феврале 2012 года было объявлено, что наскальные рисунки, обнаруженные в пещере Нерха имеют возраст 42000 лет, а значит принадлежали неандертальцам, однако позже радиоуглеродным методом получили возраст 27—34 тыс. лет назад.
В 1999 году с целью исследования, сохранения и распространения природного и культурного наследия пещеры Нерха и её окрестностей Фондом пещеры Нерха был основан Научно-исследовательский институт пещеры Нерха (Instituto de Investigación Cueva de Nerja, HCN). Этот некоммерческий институт финансируется за счет средств Фонда пещеры Нерха.